# کوسه ماکو
کوسهٔ ماکو یا آیسوروس (به انگلیسی: Isurus) نام یک سرده از کوسه‌سانان متعلق به خانواده سفیدکوسگان، است.

## شرح
دو گونه زنده و موجود از این سرده، کوسه ماکو پوزه کوتاه (I. oxyrinchus) و گونهٔ نادرتر کوسه ماکو پوزه بلند (I. paucus) هستند. طول آن‌ها از ۲٫۵ تا ۴٫۵ متر (۸٫۲ تا ۱۴٫۸ فوت) و وزن تقریبی آن‌ها، حداکثر ۶۸۰ کیلوگرم (۱٬۵۰۰ پوند) است. هر دو گونه دارای رنگ متمایز خاکستری - آبی هستند که در میان کوسه‌سانان معمول است.
چندین گونهٔ منقرض شده از این سرده، از فسیل‌های موجود در رسوبات از کرتاسه تا کواترنر شناسایی شده‌اند.
خانواده سفیدکوسگان همچنین شامل کوسه سفید بزرگ و پوربیگل است. کوسه‌های ماکو قادرند با سرعت ۳۲ کیلومتر در ساعت (۲۰ مایل در ساعت)، شنا کنند.